# Віола Дезмонд
Віола Ірен Дезмонд (6 липня 1914 — 7 лютого 1965) — канадська громадська активістка, феміністка й підприємиця чорношкірого походження з Нової Шотландії. У 1946 році кинула виклик расовій сегрегації в кінотеатрі в Нью-Глазго, Нова Шотландія, відмовившись залишити зону театру Роузленд, призначену лише для білих. За це їй присудили виплатити різницю між місцем, яке вона займала  та місцем, за яке заплатила. Справа Дезмонд — одна з найбільш розголошених випадків расової дискримінації в історії Канади. Вона допомогла розпочати сучасний рух за громадянські права в Канаді. У 2010 році Дезмонд отримала посмертне безкоштовне помилування, яке стало першим у Канаді.
Наприкінці 2018 року Дезмонд стала першою жінкою канадського походження, яка з'явилася на канадській банкноті — купюрі номіналом 10 доларів  — яку оприлюднили міністр фінансів Білл Морно та голова Банку Канади Стівен Полоз під час церемонії в Центральній бібліотеці Галіфакса в березні. 8, 2018. У 2018 році Дезмонд також було названо Національною історичною особою
Дезмонд часто порівнюють із Розою Паркс, враховуючи, що вони обидві кинули виклик расизму, відмовляючись звільнити місця в секціях «Тільки для білих», і сприяли підйому руху за громадянські права. Попри те, що в Новій Шотландії та інших провінціях Канади діють закони Джима Кроу, наприклад, у сфері освіти не було закону, який би спеціально дотримувався сегрегації в театрах.

## Біографія
Віола Дезмонд народилася 6 липня 1914 року однією з десяти дітей Джеймса Альберта та Гвендолін Ірен (до шлюбу Джонсон) Девіс. Віолу виховували батько і мати в Галіфаксі. Батько кілька років працював стивідором, перш ніж став перукарем.

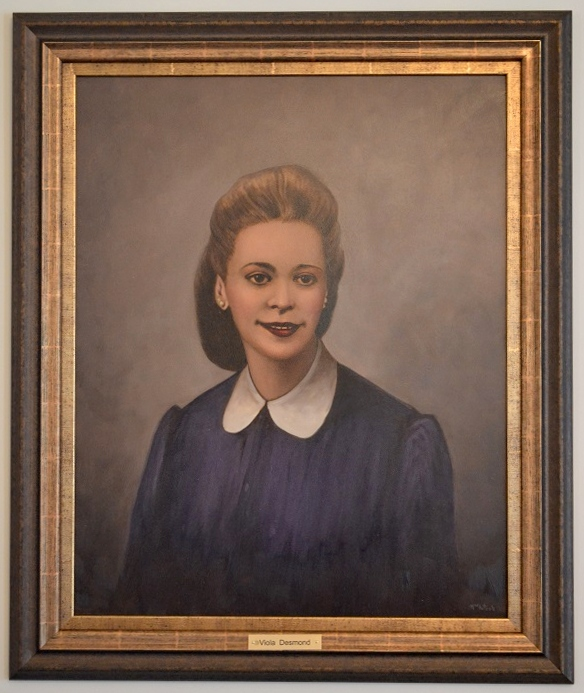

З юного віку Віола звернула увагу на дискримінацію чорношкірих жінок. Одним із прикладів була відсутність косметичних засобів. Оскільки вона мала африканське походження, їй не дозволили навчатися на косметологиню в Галіфаксі, тож вона поїхала та пройшла навчання в Монреалі, Атлантік-Сіті та в одній зі шкіл краси мадам Сі Дж. Вокер у Нью-Йорку. Закінчивши навчання, Дезмонд повернулася до Галіфакса, щоб відкрити власну перукарню під назвою Студія культури краси Vi's. Серед її клієнток були Порція Вайт і Гвен Дженкінс, яка пізніше стала першою чорношкірою медсестрою в Новій Шотландії.

## Сучасність
28 січня 2019 року Темма Фрекер, вчителька Букерської школи з Нової Шотландії, була нагороджена нагородою Генерал-губернатора з історії за пропозицію її класу побудувати статую Дезмонд в парку Корнуолліс. Її пропозиція полягала в тому, щоб включити існуючу статую Едварда Корнуолліса серед трьох інших статуй акадіанця Ноеля Дойрона, чорношкірого мешканця Нової Шотландії, Віоли Дезмонд і вождя мікмаків Джона Денні молодшого. Чотири статуї будуть розташовані так, ніби вони розмовляють одне з одним, обговорюючи їх досягнення та боротьбу.
Кейп-Бретонський університет започаткував стипендіальну кампанію на ім'я Віоли Дезмонд та її сестри Ванди Робсон і назвав кафедру соціальної справедливості на честь Віоли Дезмонд.
У 2021 році на прохання учениці середньої школи Онтаріо Варішіні Деочанд уряд Нової Шотландії запропонував символічне відшкодування початкових судових зборів Дезмонд її єдиному члену сім'ї, що залишився в живих, Робсону. Коли Робсон сказала, що використає ці гроші, щоб зробити одноразову пожертву на стипендію в університеті Кейп-Бретон, провінція збільшила виплату з поточної оцінки в $368,29 до $1000. Провінція також випустила пам'ятний чек для демонстрації в законодавчому органі. А початкові судові витрати Дезмонд в боротьбі за свої права становили 26 доларів США.